# Trentepohlia concumbens
Trentepohlia concumbens är en tvåvingeart som beskrevs av Alexander 1942. Trentepohlia concumbens ingår i släktet Trentepohlia och familjen småharkrankar. Inga underarter finns listade i Catalogue of Life.